# Comté de Montgomery (Pennsylvanie)
Pour les articles homonymes, voir Comté de Montgomery.
Le comté de Montgomery   est un comté de l'État de Pennsylvanie aux États-Unis. Il fait partie de la vallée du Delaware et constitue une partie de la banlieue nord-ouest de Philadelphie. Son chef-lieu est Norristown.

## Démographie
| Groupe            | Comté de Montgomery | Pennsylvanie | États-Unis |
| ----------------- | ------------------- | ------------ | ---------- |
| Blancs            | 72,2                | 73,5         | 58         |
| Latino-Américains | 6,4                 | 8,1          | 19         |
| Afro-Américains   | 9,3                 | 10,5         | 12,1       |
| Asiatiques        | 8                   | 3,4          | 6,2        |
| Métis             | 3,7                 | 3,3          | 4,1        |
| Autres            | 0,4                 | 0,4          | 0,5        |
| Amérindiens       | 0,1                 | 0,1          | 0,9        |
| Océano-américains | 0,02                | 0,02         | 0,2        |
| Total             | 100                 | 100          | 100        |